# ژوزف ژوبر
ژوزف ژوبر (به فرانسوی: Joseph Joubert) اخلاق‌دان قرن هجدهم میلادی اهل فرانسه است.